# Antúnez
Antúnez är en ort i Mexiko.   Den ligger i kommunen Parácuaro och delstaten Michoacán de Ocampo, i den södra delen av landet, 300 km väster om huvudstaden Mexico City. Antúnez ligger 371 meter över havet och antalet invånare är 8 591.
Terrängen runt Antúnez är huvudsakligen platt, men åt nordost är den kuperad. Runt Antúnez är det ganska tätbefolkat, med 134 invånare per kvadratkilometer. Närmaste större samhälle är Apatzingán, 18,0 km nordväst om Antúnez. Omgivningarna runt Antúnez är en mosaik av jordbruksmark och naturlig växtlighet.